# Salvator (genre)
Pour les articles homonymes, voir Salvator.
Genre
Salvator est un genre de sauriens de la famille des Teiidae. Les espèces de ce genre sont aussi appelés Tégus.

## Répartition
Les espèces de ce genre se rencontrent en Amérique du Sud.

## Liste des espèces
Selon The Reptile Database (13 avril 2013) :
- Salvator duseni Lönnberg, 1910
- Salvator merianae Duméril & Bibron, 1839 — Tégu noir et blanc
- Salvator rufescens (Günther, 1871) — Tégu rouge

## Publication originale
- Duméril & Bibron, 1839 : Erpétologie Générale ou Histoire Naturelle Complète des Reptiles. vol. 5, Roret/Fain et Thunot, Paris, p. 1-871 (texte intégral).